# 숀부르크사슴
숀부르크사슴(Schomburgks Deer)은 태국에 서식하던 사슴으로, 뿔이 매우 아름다웠다고 한다. 하지만 그 뿔로 인해 남획이 심해지면서 1932년에 수가 많이 줄어들었다. 1938년에 세상에 마지막으로 남은 한 마리가 현지인에게 죽었다.